# Candi Milo
Candyce Anne Rose "Candi" Milo, född 9 januari 1961 i Palm Springs, är en amerikansk skådespelare.